# Шипокрылки
Шипокрылки, или гнильницы (лат. Heleomyzidae) — семейство насекомых из отряда двукрылых. Распространены всесветно (но преобладают в Голарктике), при этом встречаются далеко на север за пределы лесной зоны. Костальная жилка с характерными шипиками.

## Описание
Средних размеров мухи от 4 до 12 мм, чаще 5—7. Окраска тела от соломенно-жёлтой до тёмно-бурой. чаще опыленные, реже блестяще-жёлтые, но всегда без металлического блеска. Крылья прозрачные или с небольшими тёмными пятнами, Характерным для семейства признаком являются длинные шипики на костальной жилке. Как правило имеется две орбитальные щетинки, реже передняя полностью редуцируется. Затеменные щетинки перекрещиваются. Вибрисы всегда имеются.

## Биология
Мухи обитают в лесах, среди кустарников, встречаются в пещерах, у входов в норы млекопитающих, попадаются в уборных, особенно в северных регионах. Личинки развиваются в гниющих субстратах преимущественно растительного происхождения, навозе, экскрементах, некоторые в грибах (Suilla Robineau-Desvoidy и близкие роды), но также в трупах (Neoleria Malloch, Morpholeria Garret), гнёздах птиц. Некоторые виды (особенно на севере) — синантропы. Зимой в пещерах встречаются имаго Scoliocentra villosa Meigen и Oecothea fenestralis Fallén. Вид Suilla lurida Meigen известен как вредитель лука и чеснока. Во Франции виды рода Suilla повреждают трюфели.

## Классификация
В мировой фауне описано немногим более 738 видов из 76 родов. В России — 110—120 видов. Ископаемые известны с эоцена, ряд видов описан из балтийского янтаря и миоценовых сланцев. Иногда отдельные роды, обычно включаемые в это семейство, выделяют в отдельные семейства. Это относится к представителям родов Borboropsis Czerny и Nidomyia Papp (семейство Borboropsidae), Prosopantrum Enderlein (семейство Cnemospathidae) и Notomyza Malloch (семейство Notomyzidae). Подсемейства и роды семейства Heleomyzidae европейской фауны:
- Borboropsinae Griffiths, 1972
  - Borboropsis Czerny, 1902
  - Oldenbergiella Czerny, 1924
- Heteromyzinae Fallén, 1820
  - Heteromyza Fallén, 1820
  - Tephrochlamys Loew, 1862
- Heleomyzinae Westwood, 1840
  - Eccoptomera Loew, 1862
  - Gymnomus Loew, 1863
  - Heleomyza Fallén, 1810
  - Morpholeria Garrett, 1921
  - Neoleria Malloch, 1919
  - Oecothea Haliday, 1837
  - Schroederella Enderlein, 1920
  - Scoliocentra Loew, 1862
  - Tephrochlaena Czerny, 1924
- Suilliinae Wahlgren, 1917
  - Suillia Robineau-Desvoidy, 1830
- Trixoscelidinae Hendel, 1916
  - Trixoscelis Rondani, 1856

Ранее в состав семейства включали роды Chiropteromyza Frey, 1952, Neossos Malloch, 1927, которые в настоящее время рассматриваются в отдельном семействе Chiropteromyzidae.

## Палеонтология
В ископаемом состоянии известны из балтийского янтаря эоценового возраста. В Западной Европе и Северной Америке отмечен в отложениях олигоцена, в Африке и в плейстоцене/голоцене